# Gimje
Gimje (kor.: 김제시, Gimje-si) ist eine Stadt in der Provinz Jeollabuk-do in Südkorea. Die Stadt hatte eine Fläche von 545,19 km² und eine Bevölkerung von 85.924 Einwohnern im Jahr 2019. Vom alten Königreich Baekje bis zum 21. Jahrhundert war Gimje eines der besten Gebiete für den Anbau von Reis.

## Geschichte
Das Gebiet der Stadt liegt in den großen Ebene Koreas und wird seit der Antike kultiviert. Frühe Staaten stiegen im Jahr 200 auf. Das Königreich Baekje fiel im 13. Regierungsjahr von König Onjo in mehrere kleine Staaten ein und annektierte sie. Das Königreich Baekje änderte seinen Namen in Byeogol, aber wann ist nicht klar.
Das Königreich Baekje wurde später von den Königreichen Tang und Silla zerstört, und das Vereinigte Königreich Silla änderte den Namen der Stadt in Gimje.
In der Joseon-Dynastie tauchte Gimje erstmals im Jahr 1466 auf, als Sejo Joseon regierte. Er beförderte Gimje in eine unabhängige Grafschaft. Im Jahr 1628 kombinierte König Gwanghaegun den nahe gelegenen Bezirk Mangyeong mit Gimje zum Landkreis Gimje.

## Schwesterstädte
- Nantong, Volksrepublik China
- Kikuchi, Japan

## Söhne und Töchter der Stadt
- Chung Nam-sik (1917–2005), Fußballspieler und -trainer
- Ōyama Masutatsu (1923–1994), Kampfsportler
- Kim Tae-woo (* 1962), Ringer
- Lee Jung-hyun (* 1980), Sängerin
- Kim Se-jeong (* 1996), Schauspielerin und Sängerin